# 3503 Brandt
3503 Brandt è un asteroide della fascia principale. Scoperto nel 1981, presenta un'orbita caratterizzata da un semiasse maggiore pari a 2,6163981 UA e da un'eccentricità di 0,1852832, inclinata di 11,90592° rispetto all'eclittica.